# Tošio Šibata
Tošio Šibata (japonsky: 柴田 敏雄, Šibata Tošio; * 1949 Tokio) je japonský fotograf známý svými velkoformátovými fotografiemi rozsáhlých stavebních děl v nezalidněné krajině.

## Životopis
Šibata se narodil v roce 1949 v Tokiu. V roce 1972 vystudoval Tokijskou univerzitu múzických umění s titulem BA a MFA v roce 1974, kde se soustředil především na malbu. Šibata získal stipendium od belgického ministerstva školství, aby v letech 1975 až 1977 studoval na Královské akademii v Gentu v Belgii a v tomto období začal studovat fotografii. Svou první samostatnou výstavu fotografií uspořádal v roce 1979 a od té doby hojně vystavuje; od roku 1987 také vyučuje fotografii v Tokiu.

## Ocenění
- 1975 a 1976: Ministerstvo školství, Belgie
- 1992: 17. Cena za fotografii Ihei Kimury, Asahi Šimbun Publishing Co.

## Knihy
- Nihon tenkei (日本典型) / Fotografie Tošio Šibata. Tokio: Asahi Šinbunša, 1992. ISBN 4-02-256508-X.
- S Jošio Nakamurou (中村良夫, Nakamura Jošio). Tera: Sókei suru daiči: Šašinšū (テラ: 創景する大地: 写真集) / Terra. Tokio: Toši Šuppan, 1994. ISBN 4-924831-12-3.
- Krajina. Tucson, Arizona: Nazraeli, 1996. ISBN 3-923922-46-9.
- Tošio Šibata: 11. října 1997 až 4. ledna 1998. Chicago: Museum of Contemporary Art, 1997. ISBN 0-933856-51-2.
- Šibata Tošio Visions of Japan. Kjóto: Korinša, 1998. ISBN 4771328056.
- Typ 55. Tucson, Arizona: Nazraeli, 2004. ISBN 1-59005-075-4.
- Přehrada. Nazraeli, 2004. ISBN 1-59005-081-9.
- Postavte vedle sebe. Kamakura, Kanagawa: Kamakura Gallery, 2005. [1]
- Krajina 2. Portland, Ore.: Nazraeli, 2008. ISBN 978-1-59005-238-9. Barevné fotografie.
- Ještě v noci. Koganei, Tokio: Soh Gallery, 2008. Černobílé noční pohledy, 1982 – 1986 rychlostních silnic v Japonsku. Popisky a text v japonštině a angličtině.
- Randosuképu: Šibata Tošio (ランドスケープ: 柴田敏雄). Tokio: Rjokó Jomiuri Šuppanša, 2008.ISBN 978-4-89752-285-2. Černobílé i barevné fotografie.
- Kontakty, Poursuite Éditions, 2013, ISBN 978-2-918960-70-6